# Kilian Drohojowski
Kilian Drohojowski herbu Korczak (zm. w 1606 roku) – podkomorzy przemyski w latach 1581–1606, surogator starosty przemyskiego w 1581 roku.
Poseł na sejm 1585 roku, sejm koronacyjny 1587/1588 roku, sejm 1590 roku z ziemi przemyskiej. Sędzia kapturowy ziemi przemyskiej w 1574 roku, poborca podatkowy ziemi przemyskiej i ziemi sanockiej w latach 1580–1581.
Był marszałkiem deputackiego sejmiku generalnego województwa ruskiego w 1589 roku i sejmiku w 1593 roku.